# Thecacoris glabroglandulosa
Thecacoris glabroglandulosa là một loài thực vật có hoa trong họ Diệp hạ châu. Loài này được (J.L�onard) J.L�onard miêu tả khoa học đầu tiên năm 1995.